# Raoul Mollet
Raoul Mollet (Lanquesaint, 28 november 1912 - Elsene, 14 augustus 2002) was een Belgisch moderne vijfkamper.

## Levensloop
Mollet trad aan op de Olympische Spelen 1936 in Berlijn en de Olympische Spelen 1948 in Londen. Hij behaalde in Berlijn een 25e plaats, in Londen haalde hij het einde niet.
Mollet was als beroepsmilitair (hij was een luitenant in de cavalerie), achtereenvolgens professor in het Militair Instituut voor Lichamelijke Opvoeding (MILO), dat hij verliet toen deze naar Eupen verhuisden, oprichter binnen de luchtmacht van de CEPS (Centre d’Entrainement Physique et de Sport), en een latere medeoprichter van de Internationale Raad voor Militaire Sport. Hij werd er permanent secretaris-generaal. Hij werkte nieuwe trainingstechnieken uit voor de topsport en was de auteur van meerdere naslagwerken over training en sportbegeleiding.
Van 1965 tot 1989 was hij voorzitter van het Belgisch Olympisch Comité (BOIC). Hij volgde Victor Boin op en werd opgevolgd door Jacques Rogge.
Koning Boudewijn kende hem de titel van ridder toe op 21 juli 1989.
- Système universitaire de documentation: 123704227
- Virtual International Authority File: 214341115